# Mapala
Mapala est un village du Cameroun situé dans le département du Boumba-et-Ngoko et la région de l'Est. Il fait partie de la commune de Moloundou.

## Population
En 2005, Mapala comptait 104 habitants dont 43 hommes et 61 femmes.

## Localisation
Le village de Mapala est situé dans la commune de Moloundou, au sud-est du Cameroun. Ce village fait donc partie de ceux qui sont limitrophes d'autres pays, dont la république du Congo et de la République centrafricaine. Elle[pas clair] est aussi bordée par le fleuve Ngoko qui sépare cette commune et la république du Congo.
Cette commune regroupe de nombreux cours d'eau permettant une pratique de la pêche assez importante[réf. souhaitée], dont les fleuves Boumba et Dja, Beck, Mbandjani, Malapa, Lobeké, et une grande quantité de ruisseaux Lopondji.

## Infrastructures
Ce village dispose d'un pont sur le fleuve Boumba qui découle d'un projet de 2011.

## Climat
Le climat est de type équatorial guinéen. Il est caractérisé par des saisons pluvieuses et sèches, en alternance. On retrouve, dans un premier temps, des petites saisons : la petite saison des pluies (de mi-mars à juin) et la petite saison sèche (de juin à mi-août). Et enfin, des grandes saisons : la grande saison des pluies (de mi-août à mi-novembre) et la grande saison sèche (de mi-novembre à mi-mars).